# Rali do México
Rali do México é uma das etapas do Campeonato Mundial de Rali (WRC).
Designado de oficialmente de Rally Guanajuato Mexico, entrou no calendário do WRC em 2004 e é actualmente o único evento da América do Norte no WRC. O evento tem base no estado de Guanajuato. As etapas têm lugar nas cidades de León, Silao e Guanajuato, sendo o quartel-general localizado em Leon.
O rali de 2007, a 21ª edição foi disputado em Março. O francês Sébastien Loeb obteve a vitória no seu novo Citroën C4 WRC, à frente do finlandês Marcus Grönholm e Mikko Hirvonen, ambos em Ford.

## História
Rally America, hoje designado de Rally Guanajuato Mexico, foi criado em 1979 devido ao grande espírito de cooperação dos dois maiores clubes do México: Club Automovilístico Francés de México (CAF) e o Rally Automovil Club (RAC). Ambos os clubes têm uma longa história de amizade, mas não tanto de competição, por isso a sua colaboração foi um grande passo para trazer o WRC ao país. Era originalmente disputado no Estado do México e foi até 1985.
Após uma ausência de seis anos, o evento regressou em 1991, e mudou-se para El Paso de Cortés, situado entre os dois maiores vulcões do México. Seguido do cancelamento da edição de 1992, a CAF optou por um conceito diferente: um rali curto com elevada percentagem de etapas especiais. O resultado foi um sucesso em 1993, que teve lugar no Vale de Bravo, sob a direcção de Gilles Spitalier. O rali foi galardoado como Rali do Ano pela Comissão Nacional de Rali.
A CAF e o seu novo parceiro da promoção, AdSport, mudou o evento para perto da fronteira com os Estados Unidos em Ensanada, Baja Califórnia durante dois anos, onde começou por atrair nomes internacionais.
Em 1998, os organizadores decidiram renomear o rali e mudá-lo para Leon, Guanajuato. Com planos a longo prazo para a inclusão de novo no calendário do WRC, retomou em 1999 e 2000, subindo de nível a cada ano da prova. De 2001 e 2003, os organizadores da FIA foram em observação, inspeccionando o funcionamento da prova.
O Corona Rally Mexico em 2003, ia na 17ª edição, e provou ser o ponto de viragem no rali. Novos acessos no Poliforum Expo Center, tornaram-no mais moderno e atractivo, combinado com uma das  etapas mais curtas de sempre, colocaram-no firmemente no topo do WRC. Num total de 45 equipas representando 11 países, partiram da rampa de Guanajuato numa das mais espectaculares aberturas vistas deste desporto.
O Corona Rally Mexico, fez a sua estreia na edição mais alargada do WRC em 2004, tendo corrido com sucesso, sendo e 3ª etapa da temporada. Em 2005, foi novamente a 3ª etapa e era o primeiro rali inteiramente disputado em gravilha do ano, atraindo 44 equipas de 17 países. Pela primeira vez o campeonato FIA Junior WRC, aventurou-se fora da Europa, sendo o Corona Rally o 2ª etapa das oito da temporada.
Para a edição de 2007, o percurso foi re-desenhado, feito mais compacto num total de 850 quilómetros.
Durante diversos anos o ralis Guanajuato foram numerados sequencialmente a partira da primeira edição do Rali América. Posteriormente foram renumerados desde a utilização Guanajuato.

## Vencedores
O fundo vermelho mostra quando a prova não fez parte do campeonato mundial.
| Ano                                      | Rali                                   | Vencedor                               | Carro                                          |
| ---------------------------------------- | -------------------------------------- | -------------------------------------- | ---------------------------------------------- |
| 1979                                     | 1. Rally América                       |                                        |                                                |
| 1980                                     | 2. Rally América                       |                                        |                                                |
| 1981                                     | 3. Rally América                       |                                        |                                                |
| 1982                                     | 4. Rally América                       |                                        |                                                |
| 1983                                     | 5. Rally América                       |                                        |                                                |
| 1984                                     | 6. Rally América 2000                  | Jaime Balmes Romero                    | Chevrolet Citation                             |
| 1985                                     | 7. Rally América 2000                  | Emilio de la Parra Marin               | Ford Mustang                                   |
| 1986-90                                  | Não realizado                          | Não realizado                          | Não realizado                                  |
| 1991                                     | 8. Rally América                       |                                        |                                                |
| 1993                                     | 9. Rally América                       | Giuseppe Spataro Jean Noel Valdelièvre | Mitsubishi Eclipse                             |
| 1994                                     | 10. Rally América                      | Agustín Zamora Gabriel Marín           | Mitsubishi Eclipse                             |
| 1997                                     | Rally América 2000                     | Roger Hull Sean Gallagher              | Mitsubishi Eclipse                             |
| 1998                                     | Rally Enerplex America 2000            | Carlos Izquierdo Angélica Fuentes      | Nissan Tsuru                                   |
| 1999                                     | 13. Rally México                       | Gabriel Marín Javier Marín             | Mitsubishi Lancer Evolution                    |
| 2000                                     | 14. Rally México                       | Douglas Gore Mark Nelson               | Mitsubishi Lancer Evolution                    |
| Sob observação da FIA                    |                                        |                                        |                                                |
| 2001                                     | 15. Corona Rally América               | Ramón Ferreyros Raúl Velit             | Toyota Celica GT-Four                          |
| 2002                                     | 16. Corona Rally México                | Harri Rovanperä Risto Pietiläinen      | Peugeot 206 WRC Peugeot Total                  |
| 2003                                     | 17. Corona Rally México                | Marcos Ligato Rubén García             | Mitsubishi Lancer Evo 7 Top Run                |
| Como etapa do Campeonato Mundial de Rali |                                        |                                        |                                                |
| 2004                                     | 1º Corona Rally México (18º)           | Markko Märtin Michael Park             | Focus RS WRC 04 Ford Motor Co                  |
| 2005                                     | 2º Corona Rally México (19º)           | Petter Solberg Phil Mills              | Subaru Impreza WRC2005 Subaru World Rally Team |
| 2006                                     | 3º Corona Rally México (20º)           | Sébastien Loeb Daniel Elena            | Citroën Xsara WRC Kronos Total Citroën         |
| 2007                                     | a4º Corona Rally México (21º)          | Sébastien Loeb Daniel Elena            | Citroën C4 WRC Citroën Total                   |
| 2008                                     | 5º Corona Rally México (22º)           | Sébastien Loeb Daniel Elena            | Citroën C4 WRC Citroën Total                   |
| 2009                                     | Rally de las Naciones (23º)            | Manfred Stohl Ilka Minor               | Mitsubishi Lancer Evo Manfred Stohl            |
| 2010                                     | 7º Rally Guanajuato Bicentenario (24º) | Sébastien Loeb Daniel Elena            | Citroën C4 WRC Citroën Total World Rally Team  |
| 2011                                     | 8º Rally Guanajuato Mexico (25º)       | Sébastien Loeb Daniel Elena            | Citroën DS3 WRC Citroën Total World Rally Team |
| 2012                                     | 9º Rally Guanajuato Mexico (26º)       | Sébastien Loeb Daniel Elena            | Citroën DS3 WRC Citroën Total World Rally Team |
| 2013                                     | 10º Rally Guanajuato Mexico (27º)      | Sébastien Ogier Julien Ingrassia       | Volkswagen Polo R WRC Volkswagen Motorsport    |
| 2014                                     | 11º Rally Guanajuato Mexico (28º)      | Sébastien Ogier Julien Ingrassia       | Volkswagen Polo R WRC Volkswagen Motorsport    |
| 2015                                     | 12º Rally Guanajuato Mexico (29º)      | Sébastien Ogier Julien Ingrassia       | Volkswagen Polo R WRC Volkswagen Motorsport    |
| 2016                                     | 13º Rally Guanajuato Mexico (30º)      | Jari-Matti Latvala Miikka Anttila      | Volkswagen Polo R WRC Volkswagen Motorsport    |
| 2017                                     | 14º Rally Guanajuato Mexico (31º)      | Kris Meeke Paul Nagle                  | Citroën C3 WRC Citroën Total World Rally Team  |
| 2018                                     | 15º Rally Guanajuato Mexico (32º)      | Sébastien Ogier Julien Ingrassia       | Ford Fiesta WRC M-Sport World Rally Team       |
| 2019                                     | 16º Rally Guanajuato Mexico (33º)      | Sébastien Ogier Julien Ingrassia       | Citroën C3 WRC Citroën Total World Rally Team  |
| 2020                                     | 17º Rally Guanajuato Mexico (34º)      | Sébastien Ogier Julien Ingrassia       | Toyota Yaris WRC Toyota Gazoo Racing WRT       |
| 2021                                     | FIA NACAM Rally Guanajuato 2021        | Ricardo Cordero Jr Marco Hernández     | Citroën C3 Rally2 GHR Rally Team               |
| 2022                                     | Rally of Nations Guanajuato 2022       | Mads Østberg Johan Johansson           | Citroën C3 Rally2 Team Norway                  |
| 2023                                     | 19º Rally Guanajuato Mexico (36º)      | Sébastien Ogier Julien Ingrassia       | Toyota GR Yaris Rally1 Toyota Gazoo Racing WRT |

## Vencedores múltiplos
| Vitórias | Piloto          | Anos vitórias              |
| -------- | --------------- | -------------------------- |
| 7        | Sébastien Ogier | 2013–2015, 2018–2020, 2023 |
| 6        | Sébastien Loeb  | 2006–2008, 2010–2012       |

| Vitórias | Construtor |
| -------- | ---------- |
| 10       | Citroën    |
| 7        | Mitsubishi |
| 4        | Volkswagen |
| 3        | Toyota     |
| 2        | Ford       |